# Gustave Kouassi Ouffoué
Pour les articles homonymes, voir Kouassi.
Gustave Kouassi Ouffoué membre du Parti démocratique de Côte d'Ivoire né en 1941 est un général et diplomate ivoirien, Houhpouëtiste, mort d'un cancer le 28 novembre 1998 à 59 ans deux jours avant un autre houphouëtiste, Philippe Yacé. Contrairement à une légende tenace, il n'était nullement apparenté à Félix Houphouët-Boigny. 
Il fut pendant 18 ans commandant de la garde présidentielle avant de se reconvertir dans la diplomatie : Il fut ambassadeur de Côte d'Ivoire en Tunisie et en Libye.  
Homme de caractère, quelques jours avant sa mort, lors de la visite du président ivoirien Henri Konan Bédié dans sa chambre d'hôpital, à la polyclinique Sainte-Anne de Cocody, il lui dit : "Tu nous a trahis ! Tu as trahi Houphouët !", puis "Je suis un officier. Laissez-moi lui dire la vérité. Ce n'est pas ce qui était convenu. Tu as trahi Houphouët !".. Malgré cet incident Henri Konan Bédié fera acte de présence à ses obsèques en février 1999.